# Rwanda na Letnich Igrzyskach Olimpijskich 2024
Rwanda na Letnich Igrzyskach Olimpijskich 2024 – występ kadry sportowców reprezentujących Rwandę na igrzyskach olimpijskich, które odbyły się w Paryżu we Francji, w dniach 26 lipca – 11 sierpnia 2024.
Reprezentacja Rwandy liczyła ośmioro zawodników – pięć kobiet i trzech mężczyzn, którzy wystąpili w 4 dyscyplinach.
Był to jedenasty start Rwandy na letnich igrzyskach olimpijskich.

## Reprezentanci

### Kolarstwo

#### Kolarstwo górskie
| Zawodnik          | Konkurencja       | Czas    | Pozycja | Źródło |
| ----------------- | ----------------- | ------- | ------- | ------ |
| Jazilla Mwamikazi | cross-country (k) | -5 okr. | 34.     | [ 1 ]  |

#### Kolarstwo szosowe
| Zawodnik        | Konkurencja                    | Czas     | Pozycja | Źródło |
| --------------- | ------------------------------ | -------- | ------- | ------ |
| Diane Ingabire  | jazda indywidualna na czas (k) | 48:05.24 | 35.     | [ 2 ]  |
| Diane Ingabire  | wyścig ze startu wspólnego (k) | DNF      | DNF     | [ 2 ]  |
| Eric Manizabayo | wyścig ze startu wspólnego (m) | DNF      | DNF     | [ 3 ]  |

### Lekkoatletyka
| Zawodnik              | Konkurencja          | Finał    | Finał   | Źródło |
| Zawodnik              | Konkurencja          | Wynik    | Miejsce | Źródło |
| --------------------- | -------------------- | -------- | ------- | ------ |
| Clementine Mukandanga | maraton (k)          | 2:45,40  | 77.     | [ 4 ]  |
| Yves Nimubona         | bieg na 10 000 m (m) | 27:54.12 | 21.     | [ 5 ]  |

### Pływanie
| Zawodnik              | Konkurencja              | Eliminacje | Eliminacje | Półfinał | Półfinał | Finał | Finał | Źródło |
| Zawodnik              | Konkurencja              | Czas       | Poz.       | Czas     | Poz.     | Czas  | Poz.  | Źródło |
| --------------------- | ------------------------ | ---------- | ---------- | -------- | -------- | ----- | ----- | ------ |
| Oscar Peyre Mitilla   | 100 m st. motylkowym (m) | 58.77      | 38.        | NQ       | NQ       | NQ    | NQ    | [ 6 ]  |
| Lidwine Umuhoza Uwase | 50 m st. dowolnym (k)    | 32.03      | 70.        | NQ       | NQ       | NQ    | NQ    | [ 7 ]  |

### Szermierka
| Zawodnik         | Konkurencja              | 1/32             | 1/16             | 1/8              | Ćwierćfinały     | Półfinały        | Finał/o 3. miejsce | Finał/o 3. miejsce | Źródło |
| Zawodnik         | Konkurencja              | Przeciwnik Wynik | Przeciwnik Wynik | Przeciwnik Wynik | Przeciwnik Wynik | Przeciwnik Wynik | Przeciwnik Wynik   | Pozycja            | Źródło |
| ---------------- | ------------------------ | ---------------- | ---------------- | ---------------- | ---------------- | ---------------- | ------------------ | ------------------ | ------ |
| Uwihoreye Tufaha | szpada indywidualnie (k) | Yoshimura P 7–15 | NQ               | NQ               | NQ               | NQ               | NQ                 | NQ                 | [ 8 ]  |